# اتحاد النضالات الشيوعية - الشعلة
اتحاد النضالات الشيوعية - الشعلة (بالفرنسية: Union des Luttes Communistes - La Flamme) كان حزبًا شيوعيًا في بوركينا فاسو. تأسس في فبراير 1987 عن طريق الانفصال عن غالبية اتحاد النضالات الشيوعية. في عام 1991 تم تغيير اسمه إلى حزب التقدم الاجتماعي.
قادة الحزب هم آلان زوقبة وقادر سيسي ومويز تراوري.
نشرت الحزب صحيفته الحزبية الشعلة.